# Роберт Крістгау
Роберт Крістгау (англ. Robert Christgau; 18 квітня 1942, Нью-Йорк) — американський публіцист, музичний журналіст, сам він себе називає «Деканом американських рок-критиків».
Один з перших професійних рок-критиків, Крістгау відомий своїми короткими оглядами та резюме, які публікуються з 1969 року, в його колонках «Споживчого гіда» (англ. Consumer Guide). Крім того, він провів 37 років як музичний редактор «The Village Voice», під час якого він створив щорічне опитування «Pazz & Jop».

## Раннє життя
Крістгау виріс в Нью-Йорку, де, за його словами, він і став шанувальником рок-н-ролу, коли диск-жокей Алан Фрід переїхав до міста в 1954 році. Роберт покинув Нью-Йорк на чотири роки, щоб відвідувати Дартмутський коледж в Гановері, який він закінчив в 1962 році, здобувши вищу освіту на факультеті англійської мови. Хоча в коледжі музичні інтереси Крістгау звернулися до джазу, він швидко повернувся до року після повернення в Нью-Йорк.

## Кар'єра
Спочатку він писав оповідання, перш ніж відмовитися від белетристики в 1964 році, щоб стати спортивним оглядачем, і пізніше, поліцейським репортером для «Newark Star-Ledger». Крістгау став позаштатним автором, після того, як він написав історію про смерть жінки в Нью-Джерсі, яка була опублікована журналом «New York Magazine». Йому запропонували взяти на себе недіючу музичну колонку журналу «Esquire», для якої він і почав писати на початку 1967 року. Після закриття колонки Крістгау перебрався в «The Village Voice» в 1969 році, крім того, він також працював професором коледжу.
На початку 1972 року він влаштувався на повноцінну зайнятість як музичний критик в «Newsday». Крістгау повернувся в «The Village Voice» в 1974 році на посаду музичного редактора. Роберт пропрацював там до серпня 2006 року, коли він був звільнений, незабаром після придбання газети медіахолдингом «New Times Media». Через два місяці Крістгау став сприяючим редактором в «Rolling Stone». Наприкінці 2007 року він був звільнений з «Rolling Stone», хоча він продовжував писати для журналу ще три місяці. Починаючи з березня 2008 року він працював у журналі «Blender, де він був вказаний як «старший критик» протягом трьох випусків, а потім «пишучий редактор». Крістгау був постійним співробітником «Blender», перш ніж він знову повернувся в «Rolling Stone». Він продовжував писати для Blender, поки журнал перестав видаватися в березні 2009 року.
Крістгау також часто писав для «Playboy», «Spin» та «Creem».
У ранні роки він викладав у Каліфорнійському інституті мистецтв. В 2005 році він був також додатковим професором в Департаменті запису музики Клайва Девіса в Нью-Йоркському університеті.

## Стиль і смак
Крістгау назвав Луї Армстронга, Телоніуса Монка, Чака Беррі, The Beatles і New York Dolls п'ятьма його найулюбленішими музикантами всіх часів. У колах музичних критиків, він був раннім прихильником хіп-хопу і riot grrrl руху, поряд з іншими стилями музики. В 1980-х Крістгау був палким прихильником афро-попу, ця позиція віддалила його від деяких персон в колі критиків, оскільки він здавався недостатньо зацікавленим в американській та британській рок-музиці. В 1990-х, однак, інтерес Крістгау до інді-року, здавалося, збільшився.
Крістгау охоче зізнається, що не любить: хеві-метал, артрок, прогресивний рок, блюграс, госпел, ірландський фолк, і джаз-рок. Так, рецензуючи в «The Village Voice» творчість Aerosmith, він єхидно називає їх спадкоємцями Grand Funk в тому сенсі, що гурт взмозі «забезпечити справжнє задоволення для людей із вадами слуху». В рідкісних випадках Крістгау все ж таки рекомендує деякі альбоми в більшості з цих жанрів.
У грудні 1980 року Крістгау спровокував широкий резонанс серед читачів, коли його колонка схвально цитувала реакцію його дружини Кароли Діббелл на вбивство Джона Леннона: «Чому це завжди Боббі Кеннеді або Джон Леннон? Чому не Річард Ніксон або Пол Маккартні?».
Розен описує публікації Крістгау, як «часто нестерпні, завжди дають поживу для роздумів… З Полін Кейл, Крістгау — можливо, один з двох найважливіших американських критиків масової культури другої половини 20-го століття…. Всі рок-критики працюють сьогодні, принаймні, ті, хто хоче зробити більше ніж, переписувати PR копії, в деякому сенсі є Christgauians».

## Особисте життя
- Дружина: Кароліна Діббелл (англ. Carola Dibbell)[10]
- Дочка: Ніна Крістгау (англ. Nina Christgau)[10]

## Нинішня класифікація
| Рейтинг | Формулювання                                            |
| ------- | ------------------------------------------------------- |
|         | * Honorable mention — «Заохочувальний відгук»           |
|         | ** Honorable mention — «Заохочувальний відгук»          |
|         | *** Honorable mention — «Заохочувальний відгук»         |
|         | Neither — «Ні про що»                                   |
|         | Choice cut — «Вибірковий трек» (Пісня, обрана Крістгау) |
|         | Dud — «Бомба» (Невдала платівка)                        |
|         | Turkey — «Індичка» (Провальна платівка)                 |